# Compatibilité électromagnétique
Pour les articles homonymes, voir EMC et EMC.
 (novembre 2013).
 (août 2012).
La compatibilité électromagnétique (CEM), en anglais electromagnetic compatibility (EMC) est l'aptitude d'un appareil ou d'un système électrique ou électronique à fonctionner dans l'environnement électromagnétique pour lequel il est conçu sans produire lui-même des perturbations électromagnétiques que ne peuvent supporter les autres appareils de son environnement.

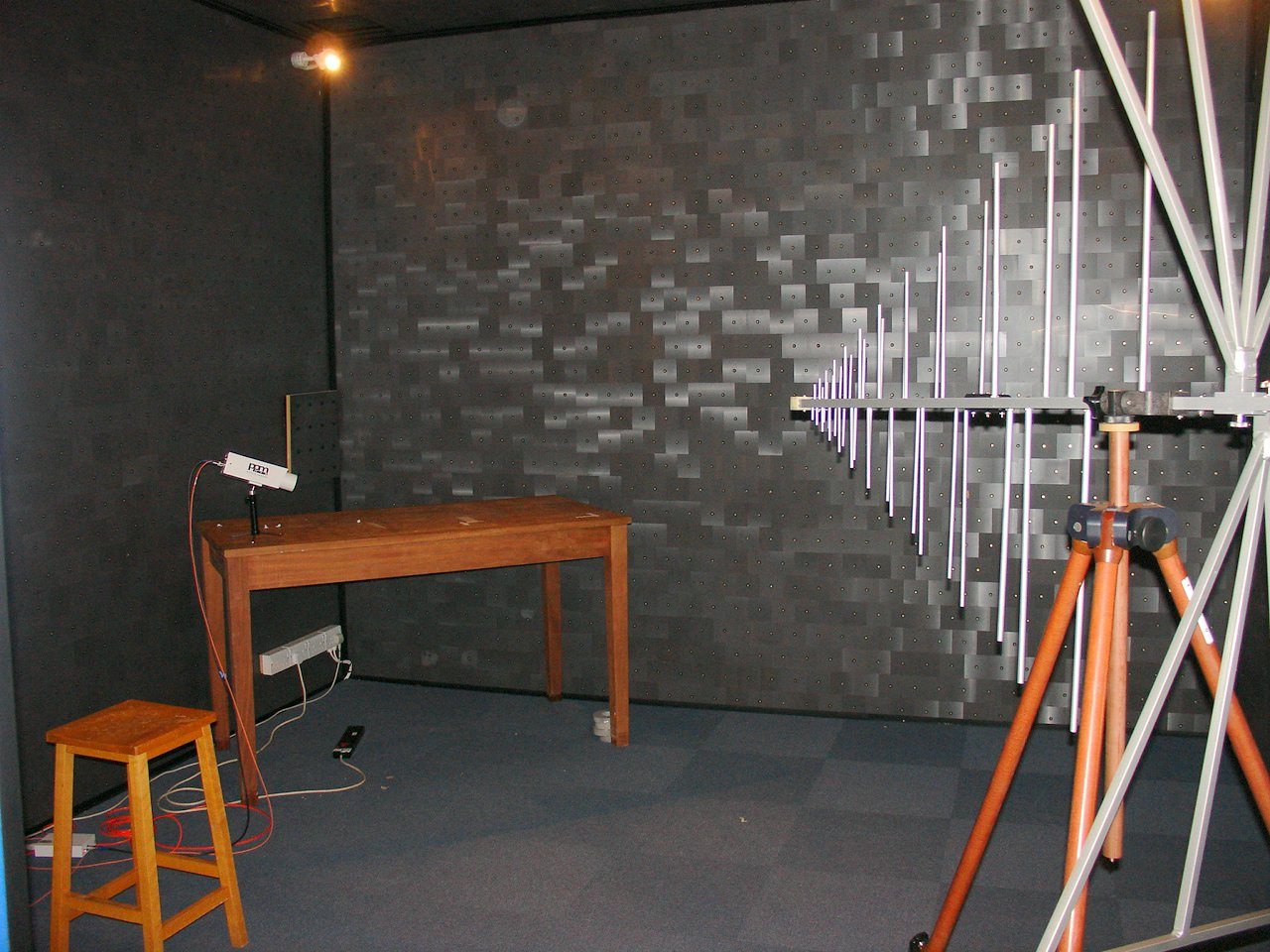
Chambre anéchoïque RF utilisée pour les essais CEM (émissions et immunités rayonnées).

Une bonne compatibilité électromagnétique d'un appareil décrit un état de « bon voisinage électromagnétique » :
- l'appareil doit limiter le niveau des émissions non désirées afin de ne pas perturber son environnement au-delà d'un niveau acceptable ;
- l'appareil doit être suffisamment protégé contre les perturbations provenant de son environnement[1].

Les diverses réglementations requièrent un niveau de compatibilité électromagnétique à respecter (directive CEM pour l'Union Européenne, FCC pour les États-Unis). En support à ces réglementations, des normes ont établi des méthodes d'évaluation des perturbations, ainsi que des limites de niveau de perturbations à ne pas dépasser ou à supporter dans un environnement donné.
La compatibilité électromagnétique ne concerne pas les effets biologiques et environnementaux des champs électromagnétiques.

## Définitions

### Perturbation électromagnétique
Une perturbation électromagnétique est un phénomène électromagnétique susceptible de créer des troubles de fonctionnement d'un dispositif, d'un appareil, ou d'un système, ou d'affecter défavorablement la matière vivante ou inerte. Une perturbation électromagnétique peut être un « bruit » au sens de déformation du signal, un signal non désiré ou encore une modification temporaire du milieu de propagation lui-même. 

### Pollution électromagnétique
La plupart des équipements électriques et électroniques génèrent des champs électromagnétiques perceptibles dans leur environnement ; l'ensemble de ces champs crée une forme de pollution pouvant perturber le fonctionnement d'autres équipements. 

### Émission / Susceptibilité
La compatibilité devant être assurée dans tous les environnements pour les systèmes, deux classes-types sont définis :
- les émissions (terme choisi par les normes aérospatiales ou similaires) ou perturbations (équivalent dans les normes industrielles) désignent les signaux (volontaires ou non) dont la propagation est de nature à nuire au bon fonctionnement des objets ou à la santé des êtres vivants situés au voisinage ;
- la susceptibilité désigne un comportement d'un appareil, en réponse à une contrainte externe (volontaire ou non, naturelle ou artificielle), jugé incompatible avec une utilisation normale. Un appareil qui n'est pas susceptible bénéficie d'une immunité satisfaisante.

## Phénoménologie: le modèle «source/couplage/victime»
Lorsqu'une incompatibilité électromagnétique apparaît, ces trois éléments sont à considérer :
- la « source » d'émission du signal (naturel ou artificiel) ;
- la « victime » susceptible à ce signal parasite ;
- le « couplage », phénomène physique qui permet la propagation de la perturbation entre la source et la victime. Un couplage peut être de type conductif (la perturbation se propage le long de câbles), rayonné (en présence d'un champ électrique, magnétique ou électromagnétique) ou électrostatique (lors de décharges électrostatiques)[2].

La configuration du modèle « source / couplage / victime » dépend de l'échelle à laquelle on le regarde :
- une source peut être décomposée en une autre source et un couplage : par exemple, l'émission radio d'un microprocesseur est le résultat de la commutation de cellules logiques (source), les métallisations de la puce ainsi que les pistes du boîtier ou du circuit imprimé servant d'antenne pour transformer les transitoires de courant temporels dans chaque cellule individuelle en un champ électromagnétique décrit par un « brouillard coloré » fréquentiel ;
- une victime peut aussi subir ce type de décomposition, mais son critère de susceptibilité varie également selon qu'on « regarde », le composant ou le système : par exemple, pour un même réseau Ethernet, on pourra se focaliser :
  - sur la perturbation du niveau logique ou du diagramme de l'œil (associé au composant électronique) falsifiant un bit,
  - sur le risque que les redondances associées au codage de la trame (par exemple en 1000BASE-T) ne permettent pas de la reconstituer,
  - sur l'acceptabilité ou non de la réduction de bande passante causée par la réémission de trames perturbées (TCP/IP),
  - sur l'intelligibilité des signaux analogiques reconstitués malgré les trames perturbées (voix sur IP).

Ce genre de décomposition n'est pas infini : on doit toujours arriver à des sources ultimes (signaux fonctionnels, phénomènes naturels ou intentionnels). Idem pour les victimes.
Afin de caractériser le comportement d'un appareil indépendamment des autres, les couplages sont nécessairement décomposés en deux sous couplages : source/environnement et environnement/victime, c'est pour cela que les normes font appel à différents types d'environnements d'usage. Résidentiel, commercial léger ou industriel dans la plupart des cas du domaine civil.

## Classifications des perturbations

### Classification par conduction et rayonnement

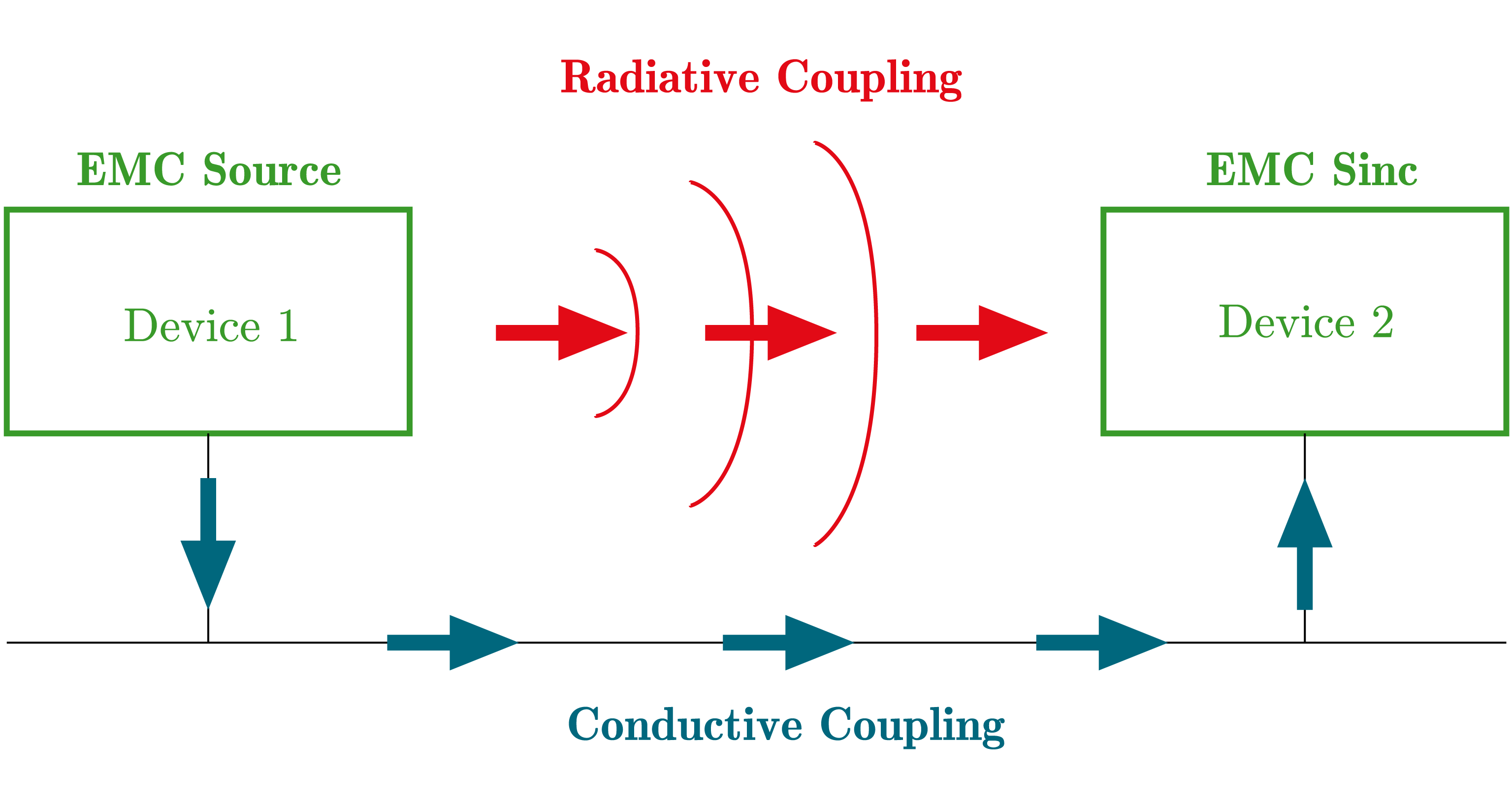
Couplage par rayonnement et par conduction.

On classe les couplages en deux catégories :
- couplage par rayonnement : champ électrique, champ magnétique, champ électromagnétique ;
- couplage par conduction : transmission du signal par un conducteur métallique conducteur de bout en bout en permanence (n'importe quel conducteur, et pas nécessairement un fil électrique : un tuyau de climatisation fait parfaitement l'affaire).

La frontière entre les deux comporte une part d'arbitraire : plusieurs normes classent certains couplages par champ électrique ou magnétique dans la case « conduction ».
Par ailleurs, pour les couplages par rayonnement, les normes font aussi la distinction entre champs proches et champs lointains :
Une source de perturbations électromagnétiques crée au départ souvent soit un champ électrique, soit un champ magnétique. Mais à une certaine distance de cette source, l'onde observée sera une onde électromagnétique « plane » (dite aussi « lointaine » ou « horizontale »), combinaison d'un champ H et d'un champ E, avec le rapport E/H = 120 π (≈377 Ω). Cette distance est de l'ordre de grandeur de la longueur d'onde. Ainsi, pour les fréquences élevées, une onde sera toujours plane dès que l'on reste proche de la source.
La norme pourra exiger un test de susceptibilité au champ E, au champ H ou encore à l'onde plane (ou champ lointain).
Les normes exigeront des tests à l'onde plane aux fréquences les plus élevées, puisque dans le cas des fréquences élevées, on aura toujours en pratique une onde « plane ».

### Émission / Susceptibilité
On peut redéfinir plus rigoureusement émission et susceptibilité :
- dans le cas des émissions, la « victime » du modèle est remplacée par un critère artificiel (niveau maximal toléré pour certaine grandeur de type électromagnétique, défini d'une certaine manière, dans une certaine configuration) ;
- pour la susceptibilité, on définit la source (et une partie du couplage), et on définit une susceptibilité particulière pour chaque type de source (ou combinaison de sources, dans les cas les plus « complexes ») que la victime étudiée risque de rencontrer dans l'environnement pour lequel il est prévu de fonctionner.

### Classification par fréquence
- f < ~9 kHz :
  - il s'agit principalement de perturbations de mode différentiel (harmoniques de courant des alimentations, fluctuations de tension dues à des variations de charge…) ;
  - les champs magnétiques et électriques des équipements de puissance sont aussi à considérer dans certains cas (sources : transformateur, ligne haute tension, moteur… ; victimes : capteurs à effet hall, tubes cathodiques…).
- ~9 kHz < f < ~300 MHz :
  - perturbations véhiculées essentiellement en mode commun, mais peut avoir une source de mode différentiel ;
  - le rayonnement dans cette bande de fréquence est bien souvent véhiculé par les câbles qui font antenne (plus ou moins efficace selon la longueur et la disposition) ;
  - on retrouve en général des bruits larges bandes provenant des commutations rapides des convertisseurs d'énergie.
- f > ~300 MHz :
  - perturbations de mode commun ;
  - plus on monte en fréquence, plus la perturbation sera visible uniquement selon un angle précis ;
  - ces perturbations sont essentiellement dues aux horloges internes des équipements, aux harmoniques de ces horloges ou de l'émetteur radio.

### Classification par durée

#### Perturbations permanentes
Ce sont les perturbations provenant essentiellement :
- d'émetteur radio (par rayonnement direct, ou par induction sur les câbles) ;
- du champ magnétique généré par les lignes d'alimentation ;
- de la déformation de la tension de l'alimentation (harmoniques, ondulation DC…).

En général, dans la réglementation, l'immunité de l'appareil doit être suffisante pour éviter une dégradation de fonction au-delà de la spécification pendant l'exposition à ce type de perturbations.

#### Perturbations transitoires
Ce sont des perturbations provenant essentiellement :
- de décharges électrostatiques ;
- d'ondes de foudre ;
- de commutations électriques dans le réseau d'énergie ;
- de creux de tension.

Dans la réglementation, il est globalement admis que la susceptibilité de l'appareil permette une dégradation temporaire de fonction, mais avec auto-récupération de cette fonction une fois la perturbation terminée (sans intervention de l'utilisateur).

### Classification par type de couplage
On appelle couplage le processus par lequel l'énergie du perturbateur atteint la victime. Chaque fois que l'on parle de courant, de tension ou de champ, on n'oubliera pas qu'il s'agit de grandeurs électriques variables dans le temps.

#### Couplage par impédance commune
Le circuit électrique du perturbateur possède dans ce cas une impédance commune avec le circuit électrique de la victime. Aux bornes de cette impédance commune se trouve une tension générée par le courant passant dans le circuit perturbateur. Comme cette impédance est également présente dans le circuit de la victime, cette victime subit cette tension parasite. 
Exemple : deux appareils sont branchés sur le réseau 230 V : un perturbateur qui génère des tensions parasites sur la tension du réseau, et une victime qui utilise la tension du réseau, et qui récupère en même temps cette tension parasite.

#### Couplage capacitif

Diaphonie capacitive.

Dans ce cas, il existe sur un circuit perturbateur une tension susceptible de produire des perturbations. Il existe aussi une capacité entre ce circuit perturbateur et un autre circuit, qui sera la victime. Par cette capacité, de l'énergie électrique perturbatrice atteint le circuit victime.
Exemple : le phénomène de diaphonie capacitive. Un conducteur appartenant au circuit perturbateur se trouve dans le même câble qu'un conducteur appartenant au circuit victime. Ces deux conducteurs étant proches, il existe une capacité entre eux, responsable du couplage. Le couplage sera d'autant plus élevé que l'impédance du circuit victime est grande, du fait du pont diviseur de tension constitué de la capacité et de l'impédance de la victime.

#### Couplage inductif

Diaphonie Inductive.

Dans ce cas, il existe dans le circuit perturbateur un courant susceptible de produire des perturbations. À proximité de ce circuit se trouve un circuit victime. Le courant du conducteur du circuit perturbateur produit autour de lui un champ magnétique. Ce champ magnétique induit un courant dans le circuit victime.
Exemple : La diaphonie inductive. Le conducteur du circuit perturbateur se trouve dans le même câble que le conducteur du circuit victime, et induit dans ce dernier une tension parasite. Plus l'impédance du circuit victime sera faible, plus cette tension induira une énergie perturbatrice importante dans le circuit victime.

#### Couplage par champ électrique
Ce couplage est aussi appelé couplage « champ à fil » ou « champ à câble ».
C'est un champ électrique incident qui va produire une perturbation sur un circuit victime. Remarquons tout de suite que le couplage capacitif cité plus haut est de même nature, puisque la capacité de couplage amène des lignes de champ sur la victime. La différence ici, c'est que le perturbateur est plus éloigné : au lieu d'identifier le perturbateur lui-même, on identifie le champ électrique qui en est issu.
Exemple : le champ électrique d’impulsion issu d'une bougie d'allumage de moteur atteint l'antenne d'un récepteur autoradio.

#### Couplage par champ magnétique
Ce couplage est aussi appelé couplage champ à boucle.
C'est un champ magnétique, issu d'un perturbateur, qui traverse un circuit victime, et induit donc dans ce circuit une tension parasite. C'est l'induction. Remarquons là aussi que ce couplage est de même nature que le couplage inductif cité plus haut… Au lieu d'identifier le perturbateur lui-même, on identifie le champ magnétique qu'il a généré.
Exemple : un coup de foudre à proximité de la victime (et non dessus). La foudre est une décharge électrostatique caractérisée par un courant de plusieurs dizaines de milliers d'ampères, et de temps de montée de l'ordre de la microseconde. 
La tension induite dans une boucle est donc importante du fait de la différence importante de l'intensité du courant, mais aussi de la rapidité de la montée de ce courant.

#### Couplage par champ électromagnétique
Souvent, un perturbateur émet à la fois des champs électriques (dus aux tensions) et des champs magnétiques (dus aux courants) ; c'est l'ensemble de ces deux champs qui atteint la victime. Cependant, même si un perturbateur n'émet au départ qu'un champ électrique, les équations de Maxwell montrent qu'à une certaine distance de cette source, un champ magnétique apparaîtra aussi, pour former une onde plane électromagnétique (voir onde électromagnétique). Il en est de même si le perturbateur n'émet au départ qu'un champ magnétique. Cette transformation a lieu à une distance correspondant à une fraction non négligeable de la longueur d'onde. Elle est donc grande pour les fréquences basses, mais courte pour les fréquences élevées. C'est une des raisons pour lesquelles les mesures de CEM ne sont pas les mêmes pour les fréquences basses et pour les fréquences élevées. Pour les fréquences élevées, on aura presque toujours affaire à une onde plane électromagnétique.

### Classification par mode de propagation
On entend parler très souvent des deux modes de propagation : le « mode différentiel » et le « mode commun ». L'importance de ces deux termes, notamment le mode commun, mérite qu'on les définisse avec précision.

#### Propagation en mode différentiel

Mode différentiel.

Soient deux conducteurs connectés à un appareil électrique ou électronique. On dit qu'une tension est appliquée en mode symétrique (ou différentiel) à cet appareil si la tension est présentée entre les deux conducteurs. Par exemple, la tension d'alimentation du secteur est appliquée en mode différentiel. Ou bien encore la tension qui est présente sur une paire de fils téléphoniques.
Si on considère le câble constitué par l'ensemble des deux conducteurs, la somme algébrique des courants dans ce câble est nulle, puisqu'il y a un courant « aller » dans le premier conducteur, et un courant « retour » de même intensité, mais opposé, dans le second conducteur.
Pour éviter les problèmes de CEM, il suffit que les deux conducteurs soient suffisamment proches pour ne pas faire d'induction parasite.

#### Propagation en mode commun

Mode commun.

La propagation d'une perturbation en mode commun est considérée par la plupart des ingénieurs en CEM comme le principal problème de la CEM.
Soit un câble constitué de plusieurs conducteurs, connecté à un appareil électrique ou électronique. Supposons que des champs électromagnétiques extérieurs induisent un courant parasite dans l'ensemble des conducteurs de ce câble. Ce courant entre dans l'appareil victime par ce câble. Si dans le mode différentiel, il existe dans le câble un conducteur pour le courant « aller » et un conducteur pour le courant « retour », ce n'est pas le cas ici : le champ électromagnétique a induit des courants en phase dans tous les conducteurs du câble. Comme il n'y a pas de conducteur de retour de ce courant dans ce câble, il faut se poser la question de savoir par quel chemin le courant de mode commun va se refermer, puisqu'en principe, un courant parcourt un circuit fermé…
Puisque ce courant est « entré » dans l'appareil, il va nécessairement ressortir de l'appareil :
- par d'autres câbles de l'appareil, s'ils existent ;
- par un conducteur de mise à la « terre » (—qui doit légalement exister y compris pour les immeubles anciens : en France norme NF C 15-100 et norme HD 384 du Comité Européen de Normalisation en électronique et en électrotechnique—) ;
- par la capacité entre l'appareil et la « terre », qui existe toujours.

Ce courant, via ces trois chemins possibles va finir par retourner « à la terre ». Il va alors circuler dans la terre, et va revenir pour boucler le circuit, en principe jusqu'à l'autre extrémité du câble considéré. L'extrémité du câble sera l'appareil d'où provenait le câble, par exemple son alimentation, etc. Le circuit est ainsi bouclé.
Ce courant est dit « de mode commun ». Son circuit total peut être très grand :
- le câble d'alimentation peut venir de loin. Exemple : le réseau EDF ;
- le câble peut être haut par rapport au sol.

Donc la surface de ce circuit peut être grande, il en résulte :
- le flux du champ magnétique traversant ce circuit peut être grand ;
- la différence de potentiel entre les éléments de ce circuit peut être élevée.

Il en résulte que des perturbations extérieures peuvent créer des courants importants dans ce circuit et perturber l'appareil (appareil victime). En effet, ce courant perturbateur qui entre dans l'appareil va, si rien n'est fait, traverser la carte électronique et perturber les circuits électroniques qu'elle comporte.
Nous avons considéré jusqu'à maintenant que l'appareil était victime. Imaginons que ce soit l'appareil lui-même qui génère une perturbation dans ce circuit, par exemple en générant un courant RF sur son câble. Ce courant va circuler dans le circuit de mode commun cité plus haut. Comme ce circuit est très grand, il va jouer le rôle d'une antenne, et créer des perturbations très loin. L'appareil sera un perturbateur important.
Pour réduire les effets de ces perturbations de mode commun, que l'appareil soit victime ou perturbateur, l'appareil doit être convenablement traité au niveau de la connectique d'entrée, par les techniques appropriées de protection CEM. Par exemple, on imposera aux courants qui entrent par chaque conducteur du câble d'aller directement à la masse de l'appareil, et d'éviter ainsi de passer par les fonctions de la carte. Il est de bon usage de relier la masse de l'appareil à la terre, ou au plan de masse (voir plus loin). 
Ou bien, on tentera d'empêcher ces courants d'entrer dans l'appareil, en enfilant dans le câble un tore de ferrite dit « suppresseur de mode commun ». 
On peut aussi blinder l'ensemble des conducteurs du câble, et connecter le blindage à la masse de l'appareil, à l'arrivée du câble. Le courant de mode commun, qui passe uniquement à la surface extérieure du blindage, est ainsi dérivé vers la masse, et ne traverse plus la carte électronique. Voir plus loin obtention de la CEM, suppression des courants de mode commun.
Nous avons considéré jusqu'à maintenant que le retour du courant de mode commun se faisait par la « terre ». Dans les systèmes complexes, on trouve souvent un plan de masse commun aux différents appareils (bancs de mesures de laboratoires, véhicules, etc.). C'est évidemment alors ce plan qui tient lieu de « terre ».
On peut dans ce cas réduire les perturbations de mode commun en maintenant les câbles d'entrée le plus près possible du plan de masse du système, afin de réduire la surface de la boucle de mode commun.
Nous avons traité le problème du mode commun en considérant les courants. Dans la littérature technique, on considère parfois non pas les courants, mais les tensions de mode commun. Ces tensions sont présentes entre les conducteurs du câble, et la « terre ». C'est évidemment un point de vue dual.
On rencontre des problèmes de mode commun même pour les fréquences de plusieurs centaines de mégahertz. On peut même dire que ce sont les problèmes qui se sont le plus multipliés depuis le foisonnement des émissions radioélectriques. Sur ces fréquences élevées, on notera simplement une différence en ce qui concerne la boucle de mode commun : comme cette boucle est de dimensions supérieures à la longueur d'onde, il ne faut plus tenir compte de la surface de la boucle, mais considérer tout simplement que le câble qui entre dans l'appareil est une antenne qui capte les rayonnements perturbateurs. La protection en mode commun de la victime consistera toujours à empêcher ces courants d'entrer sur la carte électronique. Si l'appareil est considéré comme perturbateur, on évitera que les courants internes ne sortent de la carte, sachant que le filtrage sera le même.

### Classification par niveau d'énergie
En laboratoire d'essais CEM, il est commun de différencier une onde en fonction de sa nature destructrice ou non. C'est-à-dire en fonction des risques associés sur l'électronique (ou plus généralement sur le dispositif en essai). Certaines ondes sont tellement énergétiques qu'elles peuvent détruire des composants situés sur la « route » de l'onde. Par exemple, une onde en tension (plusieurs kV) peut rompre l'isolant et détruire des composants sensibles (cas de la DES ou des EFT). 

#### Onde destructive
Une onde de choc, un transitoire électrique rapide (TERS ou EFT en anglais) ou encore une décharge électrostatique (DES), du fait de la nature de l'onde (plusieurs kV ou kA) peuvent altérer (fatigue) le comportement, voire détruire des composants d'un produit. De fait, ces essais sont généralement lancés en fin de campagne d'essais afin d'éviter que ces phénomènes n'altèrent le comportement d'un dispositif et la qualité (conformité). Certains laboratoires (sur demande du concepteur ou fabricant) sont parfois amenés à réaliser ces essais en premier (cela fait débat sur la représentativité d'un essai et cycle de vie produit).
Généralement, ces phénomènes sont transitoires, et/ou aléatoires.
Note : les ondes magnétiques ne sont pas considérées comme destructives. Par contre, elles ont la capacité d'effacer la mémoire de certains composants (ROM, RAM) et donc rendre un produit inopérant (exemple : effacer le firmware d'un automate). Cela dit si le produit n'est pas détruit, le résultat peut être le même : un arrêt de production sur une chaîne automatisée.

#### Onde non destructive
Par opposition aux ondes destructives. Toutes les ondes qui ne détruisent pas un composant ou encore n'affectent pas définitivement le comportement de l'EST (Équipement Soumis au Test).
Généralement, quand l'onde non destructive affecte le comportement d'un produit, à l'arrêt de cette perturbation, le produit retrouve immédiatement le comportement attendu. Parfois, il est nécessaire de redémarrer l'équipement.

## Les sources

### Décharges électrostatiques (d'origine humaine)
L'opérateur qui se livre à une maintenance doit porter un bracelet de décharge relié au bâti. La décharge électrostatique est une source de parasites probablement la plus répandue. 
Le mécanisme est le suivant :
- le corps d'un être humain est chargé par effet tribo-électrique ;
- les charges accumulées se déchargent brutalement, quand une occasion se présente : c'est la décharge électrostatique (ou DES, ou ESD en anglais).

Le phénomène « décharge électrostatique d'origine humaine » est normalisé (— en France la NF EN 61340-5-1—), et modélisé par :
- un générateur d'impulsion, modèle électrique du corps humain, constitué d'un circuit « capacité plus résistance », en série ; la plupart des normes font appel à un condensateur de 150 pF se déchargeant dans une résistance de 330 Ω ; ce modèle, trop grossier pour décrire intégralement l'impulsion, est complété par des caractéristiques temporelles (majorant du temps de montée, nombre et taux de répétition des impulsions, etc.) ;
- un modèle géométrique d'un doigt humain, servant d'électrode de sortie au générateur, accompagné d'un scénario de couplage (contact direct, couplage inductif représentant un contact sur un objet proche, etc. ;
- un niveau de sévérité, pouvant être la tension de charge initiale du condensateur, ou la valeur crête de l'impulsion (le générateur étant connecté sur une charge résistive de référence), variable selon le degré de précautions contre les décharges électrostatiques qu'il est raisonnable d'attendre des humains qui se trouvent à proximité.

### La foudre
Avec la foudre, on ne quitte pas le domaine de la triboélectricité, on change simplement d'échelle.
Par exemple dans cumulo-nimbus, après quelques dizaines de minutes, la quantité de charges électriques cumulées est colossale. Ces charges sont réparties aléatoirement dans des zones positives ou négatives, créant des différences de potentiel de l'ordre du mégavolt. Cela pouvant endommager gravement l'appareil.

### Autres décharges électrostatiques
Si des charges électrostatiques s'accumulent sur un objet isolé, il pourra survenir une décharge électrostatique dès que le potentiel de cet objet atteindra une certaine valeur : il y aura décharge entre cet objet et un autre objet de son environnement. 
L'air lui-même contient des charges : Les petites charges, constituées par des ions légers, sont dues à l'ionisation des molécules gazeuses par le rayonnement UV du soleil. Des charges plus grosses sont constituées par des poussières chargées, ou par des gouttelettes d'eau chargées. 
Ainsi, un objet qui se déplace dans l'air peut récupérer ces charges, ce qui va faire monter son potentiel électrostatique par rapport à son environnement. 
Même un objet immobile mais isolé pourra récupérer des charges, si l'air se déplace.
Pour toutes ces raisons, il arrive souvent qu'un objet demeuré isolé pourra générer une décharge électrostatique avec son environnement immédiat (ex. : isolateurs). Si l'objet fait partie d'un appareil électronique, la décharge pourra avoir lieu à travers un condensateur d'isolation, et détruire ce dernier. 
C'est pour cette raison que les antennes des systèmes de télécommunications ne sont jamais parfaitement isolées en continu, et que les tests CEM sont également appliqués aux antennes des terminaux radio.

### Émetteurs: radiodiffusion, télévision, télécommunications, radars, etc.
Les équipements hertziens, principale source de champs électromagnétiques rayonnés, sont régis par la directive européenne 2014/53/UE, dite RE-D.
S'ils font l'objet de dérogations par rapport à la directive CEM, en particulier pour le niveau maximal d'émission (afin de remplir leurs fonctions), ils doivent apporter les mêmes garanties que les autres appareils en matière de compatibilité électromagnétique (art.3, exigence essentielle 1b de la directive RE-D).
La norme fondamentale d'immunité aux champs électromagnétiques (CEI/EN 61000-4-3) prévoit la possibilité d'essais jusqu'à 6 GHz, afin de prendre en compte les fréquences plus élevées des émetteurs (Wifi en 802.11a, WIMAX…). Une évolution à long terme est prévue pour faire évoluer la norme fondamentale jusqu'à 18 GHz. La modulation utilisée habituellement par cette norme (AM 80 % 1 kHz) n'est cependant pas représentative des équipements à large bande, même si la simple modulation AM est reconnue comme la plus perturbante envers les équipements.
Les limites d'immunité des domaines civil et médical sont déterminées en fonction des cas courants dans un environnement "type". Les niveaux d'immunité requis sont de 1 V/m (en environnement protégé), 3 V/m (résidentiel), 10 V/m (industriel) et 30 V/m (exceptionnel). Dans les domaines automobile, aéronautique, ou militaire, certaines spécifications exigent des niveaux d'immunité exprimés en kV/m.
Ces niveaux d'immunité des équipements permettent de fonctionner comme prévu en présence d'émetteur à proximité. La réglementation prévoit, au travers des normes produits, l'utilisation d'une catégorie d'appareil (électrodomestique, TV, industriel, téléphone, etc.) dans un environnement "type" (résidentiel, industriel, etc.). Toutefois, les niveaux d'immunité "type" ne permettent pas de s'assurer de l'immunité d'un appareil dans toutes les conditions dans lesquelles il pourrait être exceptionnellement placé.
Aussi, les niveaux limites d'immunité des équipements préconisés dans les normes civiles sont plus faibles que les limites d'exposition humaine. Ainsi, il est possible qu'à proximité immédiate d'un émetteur (alors que celui-ci respecte la réglementation par tous ses aspects), un équipement (qui respecte lui aussi la réglementation) puisse être perturbé. Cela peut poser des problèmes pour les équipements électroniques de sécurité ou de support de vie.

### Transitoires dans les réseaux d'énergie (dus à l'exploitation du réseau)
[style à revoir]
À titre d'exemple, il faut imaginer :
- une centrale électrique de base (par exemple, 4 tranches nucléaires, fournissant 5 GW) ;
- une grande ville, pour laquelle les 5 GW ne représentent qu'une partie des besoins ;
- et, entre les deux, deux lignes haute tension plus ou moins parallèles, sur 1 500 km.

Or, 1 500 km correspondent à un quart de longueur d'onde (λ/4) d'un signal à 50 Hz. Pour des raisons de maintenance, une seule des deux lignes est ouverte au raz de la centrale. Finalement, une ligne aller et une ligne retour se forment et sont similaires à un circuit accordé à λ/2 : la tension fabriquée par la centrale est en opposition de phase au bout des 3 000 km de ligne par rapport à la tension provenant directement de la centrale. On peut obtenir aisément 800 000 volts efficaces, juste séparés par un interrupteur ouvert.
À la fermeture de l'interrupteur, les tensions en opposition de phase sont assimilables par la centrale à un court-circuit.
Jusqu'à ce qu'un nouvel équilibre soit établi (au minimum 10 ms pour la partie apériodique), les 5 GW produits par la centrale vont être consommés (en totalité à l'instant de la fermeture) par le court-circuit dynamique.
Dans le réseau électrique européen maillé et en grande partie interconnecté, ce genre de manœuvre est réalisé plusieurs fois par jour. Toutefois, la résonance n'étant jamais exacte, la nature répartie des charges et des autres sources fournissent un amortissement. Malgré tout, à chacune de ces fermetures de grandes boucles, l'ensemble du réseau européen est fortement déséquilibré durant plusieurs secondes. Les pays « en bout de ligne », jouent particulièrement le rôle de réflecteur (donc, de ventre de tension, même si aucune onde stationnaire n'a vraiment le temps de s'établir).
Ce genre de phénomène, bien qu'atténué dans la mesure du possible, laisse des traces jusqu'à l'utilisateur final. Il faut aussi ajouter à ces résidus tous les phénomènes similaires (bien qu'à échelle plus réduite) affectant les divers réseaux à tension de plus en plus basse jusqu'à l'utilisateur.

### Commutations «courants forts»
L'archétype de ce genre de source est l'omniprésente « alimentation à découpage ».

### Commutations «courants faibles»
La plupart des cartes électroniques modernes font appel à des circuits logiques rapides. Ces circuits intégrés et les connexions qui les associent sont le siège de courants à fronts raides, susceptibles de rayonner des ondes électromagnétiques sur un large spectre. Bien que de niveaux assez faibles, ces rayonnements peuvent en particulier perturber les récepteurs radios placés à proximité.
Il suffit, pour s'en convaincre, de placer un récepteur radio à proximité d'un ordinateur…
Les concepteurs de ces systèmes doivent respecter les directives CEM concernant le rayonnement des appareils, et concernant les émissions conduites qui pourraient être présentes sur les câbles de sorties de ces appareils.

### Perturbations intentionnelles
[style à revoir]
Il faut rendre cette justice aux militaires de tous les pays : depuis Archimède et ses miroirs ardents, censés avoir incendié la flotte romaine devant Syracuse, ils ont généreusement financé de nombreuses idées de « Rayon de la Mort », avec des résultats variables (et parfois complètement inattendus, comme le Radar, s'il faut en croire la biographie de Nikola Tesla).
Parmi la multitude d'idées sérieuses ou loufoques en la matière, il y en a trois touchant particulièrement la CEM :
- l'impulsion électromagnétique d'origine nucléaire, pas forcément si nucléaire que cela d'ailleurs ;
- la guerre électronique : leurres, brouilleurs et autres attrape-radars (militaires ou civils) ou tueurs de conversation ;
- la dernière mode : les armes électromagnétiques.

#### Impulsion électromagnétique d'origine nucléaire
Dès 1946, le gouvernement des États-Unis a acquis deux certitudes :
- l'URSS allait envahir le morceau de l'Europe non encore sous son contrôle, lors d'une attaque surprise pouvant intervenir d'une heure à l'autre ;
- compte tenu du nombre de soldats de part et d'autre, la seule arme permettant de garantir une défaite soviétique était la bombe atomique.

Un vaste programme d'essais d'armes nucléaires a donc été lancé par l'armée américaine. Le Nouveau Mexique, où les premiers essais avaient été réalisés, comportant une densité d'habitants trop élevée pour en poursuivre l'irradiation, et le Japon étant devenu un allié, ces essais ont eu lieu sur l'atoll de Bikini.
Ces campagnes d'essais ont comporté différents types de tirs : au ras du sol, sous l'eau, en l'air, bombes d'avion, obus d'artillerie ou mine, y compris deux tirs successifs dans la haute atmosphère.
Après chacun de ces tirs s'est produit une panne électrique à Hawaï, situé à plus de 2 000 km de là, provoquée par une impulsion électromagnétique géante, qui, couplée aux lignes électriques, a déclenché tous les disjoncteurs. 
Les responsables militaires américains ont ainsi saisi le potentiel d'une impulsion électromagnétique géante en tant qu'arme.

#### Guerre électronique
Les agressions d'origine électromagnétique intentionnelles sont utilisées dans le cadre de la guerre électronique dans le but de brouiller les communications de l'adversaire, ou de causer des dysfonctionnements de son matériel.

## Les victimes: raisons de la susceptibilité

### Redressement parasite
- Un signal modulé HF peut être démodulé par un circuit victime. S'il est modulé en amplitude (ou dans certains cas en fréquence, lors de bande de fréquence de résonance de la victime plus étroite que la largeur de modulation du signal source), le signal démodulé sera injecté dans le circuit (par exemple, les problèmes de sonorisations perturbés par les GSM, CB...). Il y aura démodulation d'amplitude si le circuit est « non linéaire ». Tout circuit électronique contenant des semi-conducteurs est non linéaire dès que l'on atteint un certain niveau de signal. Les amplificateurs bas niveau, qui saturent plus vite, seront plus sensibles à ces phénomènes de démodulation d'amplitude. Les entrées audio bas niveau des amplificateurs doivent donc faire l'objet d'une attention particulière.
- Si le signal HF n'est pas modulé, le niveau même de signal HF redressé par un circuit victime peut engendrer une tension continue dans le circuit. Ce qui modifie le point de polarisation des composants, entraînant blocages ou saturations.

### Mise hors-service
Tout signal à fort facteur de forme (par exemple un signal d’impulsion), modulant ou non une porteuse, peut provoquer un changement d'état d'un circuit « logique ». Si ce circuit participe à un automate séquentiel (tel qu'un ordinateur), l'état interne risque d'en être modifié.

### Métastabilité
C'est une variante extrêmement insidieuse du cas précédent. Le concept de « circuit logique » est purement théorique : il s'agit en fait de circuits analogiques à la transmittance non-linéaire. À la suite d'une perturbation, il arrive qu'une sortie se retrouve à l'état « ½ » (« quelque part entre 0 et 1 ») durant un temps pouvant se chiffrer en millisecondes.

### Verrouillage (aliasLatch Up)
« Loi de Moore » aidant, ce phénomène, mis en évidence avec les premiers circuits logiques CMOS, présente maintenant un risque pour toutes les technologies de circuit intégrés faisant appel à l'isolation par jonction en inverse. Lors de la fabrication d'un circuit intégré, on crée, au passage, de multiples structures de jonction ayant au total un gain suffisant pour constituer un thyristor pour courant fort. Il suffit qu'un phénomène d’impulsion (signal électrique ou photon ou particule ionisante) amorce un de ces thyristors pour que ce dernier court-circuite l'alimentation. À partir de là, plusieurs choses peuvent se produire :
- soit le gain est un peu faible (compte tenu du courant de court-circuit) et le thyristor s'auto-désamorce : cela ressemble à la métastabilité ;
- soit on reste dans cet état jusqu'à coupure du courant volontaire ou non d'alimentation ;
- soit est détruit thermiquement une partie quelque part dans la métallisation, et le circuit entier est détruit.

### Effets biologiques
La compatibilité électromagnétique ne concerne, par définition, que les effets envers les équipements, et non envers les personnes ou autres entités biologiques.
Toutefois, plusieurs phénomènes électromagnétiques sont à considérer :
- les effets thermiques : Une électrisation par contact ou un champ électromagnétique suffisamment puissant peuvent chauffer les substances qui y sont exposées (C'est le principe du four à micro-onde, des plaques à induction, de la soudure à l'arc, etc.). Pour les effets thermiques des champs électromagnétiques, dans la réglementation de sécurité électrique, ce sujet est traité dans le cadre de la limitation de l'exposition humaine aux champs électromagnétiques. Cette réglementation permet de limiter la chauffe excessive des tissus biologiques, sans toutefois de preuve incontestable que celle-ci suffit pour éviter tout effet biologique sur le long terme ;
- les effets non thermiques : L'existence même de ces effets est sujet à polémique. Ces effets sont difficiles à prouver car, d'une part, elle concernerait une catégorie minoritaire de population possédant un potentiel d'hypersensibilité électromagnétique, et d'autre part totalement non quantifiable car le phénomène source de ces effets n'est pas identifié.

## Obtention de la CEM
Pour obtenir ou améliorer la compatibilité, on peut jouer sur les trois termes du trio « source/couplage/victime » :
1. Diminuer le niveau d'émission des sources ; par exemple, dans le domaine de la conversion d'énergie :
  - un convertisseur à résonance sera, s'il est bien conçu et bien implanté, beaucoup moins sujet à l'émission qu'un convertisseur à commutations dures,
  - le remplacement d'un redresseur classique « diodes plus condensateur » par un redresseur à PFC (correcteur de facteur de puissance) évitera le plus gros de l'injection de courant harmonique dans le réseau énergie,
  - on peut également citer le remplacement, par le fournisseur d'énergie électrique, des éclateurs à cornes servant d'écrêteurs sur ses lignes 20 kV par des varistances à oxyde de zinc.
2. Diminuer de niveau de vulnérabilité des victimes ; par exemple :
  - remplacer une liaison RS422 avec ses ±7 V de dynamique admissible en mode commun par une liaison Ethernet qui en supporte 1500,
  - l'introduction de l'étalement de spectre dans les communications radio a beaucoup diminué la capacité de nuisance des parasiteurs à bande étroite.
3. Mais si, comme c'est trop souvent le cas, toutes les erreurs de conception sont déjà figées avant de s'inquiéter de CEM, on ne peut plus agir que sur les couplages dans le système existant.

Cela consistera souvent à traiter l'environnement proche des cartes électroniques de l'appareil en cause, qu'il soit victime ou pollueur. Il existe six méthodes permettant de séparer des victimes des sources :
- le blindage ;
- la suppression du mode commun ou sa reconstruction ;
- le filtrage fréquentiel ;
- le filtrage temporel ;
- l'écrêtage ;
- le traitement de la « porte de bruit ».

### Le blindage
Le blindage électromagnétique consiste à diviser l'espace en domaines électromagnétiques séparés, certains « propres » et d'autres « sales », sans aucune communication entre eux. En pratique, une carte électronique sera placée dans un boîtier métallique qui la protégera des rayonnements extérieurs.
Un blindage est très efficace en théorie dès que les fréquences mises en cause dépassent le mégahertz. En pratique, il en est tout autrement, car une carte électronique est généralement en relation avec l'extérieur par des câbles électriques, ne serait-ce que par son alimentation. On constate alors que l'efficacité du blindage peut être réduite à néant si les courants de « mode commun » ne sont pas bloqués au niveau des entrées des câbles.

### La suppression des signaux en mode commun
Voir le paragraphe « mode commun » pour la définition. La protection contre les signaux de mode commun consiste, pour un appareil victime, à empêcher les courants induits sur les câbles de pénétrer dans la carte électronique, et de perturber les fonctions qui s'y trouvent. Pour les appareils perturbateurs, cette protection consiste à empêcher les courants parasites de sortir de la carte, et d'aller circuler sur les câbles extérieurs. 
La protection du mode commun vise donc les mêmes buts qu'un blindage et souvent rend ce dernier efficace. En effet, comme on l'a vu, il ne sert à rien de blinder un appareil si les perturbations passent par les connexions qui entrent dans le blindage.
Voici quelques règles de protection contre les signaux de mode commun, valables autant pour les sources que pour les victimes.
Si l'appareil concerné possède un boîtier métallique et si la carte possède une couche de masse, la protection sera plus aisée à obtenir : on devra, si c'est possible, blinder les câbles qui entrent sur la carte, en connectant ce conducteur de blindage à la masse de la carte et surtout, au boîtier métallique à l'endroit de l'entrée dans le boîtier. Ainsi, le courant de mode commun, qui circule seulement à la surface du blindage, est dérivé vers la surface extérieure du boîtier, sans entrer dans celui-ci.
Mais il n'est pas toujours possible de blinder le câble d'entrée. Alors, il faudra effectuer un filtrage des courants de mode commun. Bien sûr, on ne peut filtrer, bloquer ou découpler les signaux de mode commun que si les signaux utiles transportés par le conducteur sont de fréquence plus basse (il s'agit d'un filtrage fréquentiel, voir plus loin). Si les signaux utiles sont dans la même bande que les signaux de mode commun, le blindage du câble pourra résoudre le problème.
Pour bloquer les signaux de mode commun, on pourra disposer un tore en ferrite de suppression de mode commun autour du câble comprenant tous les conducteurs. C'est la solution pour traiter un appareil complet et ses câbles, sans modifier l'appareil.
Sinon on traitera chaque conducteur du câble de façon que les courants de fréquences élevées arrivant par le conducteur soient bloqués ou bien dérivés vers la masse de la carte et vers le boîtier métallique, par le chemin le plus court possible.

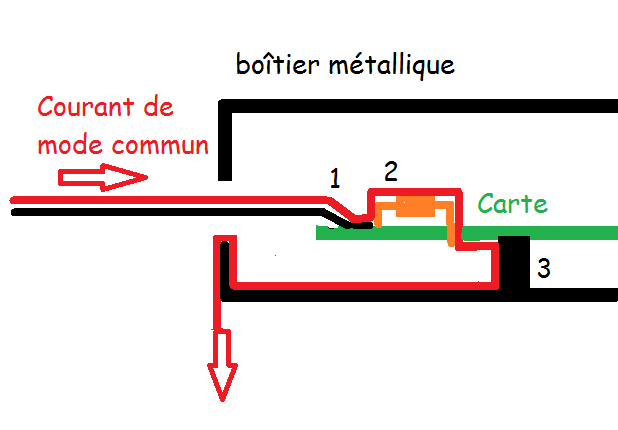
Courant de mode commun dans boîtier métallique

Le dessin ci-dessus montre par exemple le trajet du courant de mode commun dans le cas d'une carte à l'intérieur d'un boîtier métallique, avec découplage de chaque conducteur par un condensateur: Le chemin du courant de mode commun issu de l'extérieur est le suivant : Il entre par chaque conducteur du câble, il passe du conducteur à la carte (1), puis traverse le condensateur de découplage (2), puis passe dans la couche de masse, puis rejoint le boîtier par la colonnette de masse (3) puis circule à la surface intérieure du boîtier, et ressort enfin du boîtier par le trou du câble. En effet, il ne faut pas oublier que le courant ne circule qu'à la surface du métal, et ne traversera jamais la paroi du boîtier ! Le courant de mode commun parcourt ainsi une boucle à l'intérieur du boîtier.
Ainsi, si le découplage est réalisé sur la carte, il faudra réduire au maximum la boucle que parcourt le courant de mode commun à l'intérieur du boîtier, pour éviter le rayonnement à l'intérieur de ce boîtier. Pour cela, il faudra :
- que la longueur de câble dans le boîtier soit minimum ;
- que le condensateur de découplage soit au plus près du connecteur ;
- que la masse de la carte (colonnette, par exemple) soit reliée au boîtier au plus près du connecteur et du trou d'arrivée du câble.

Pour les très hautes fréquences, l'impédance du condensateur de découplage n'est jamais totalement nulle, et le condensateur de découplage ne sera pas suffisamment efficace pour dériver vers la masse le courant de mode commun. Pour cette raison, il est conseillé de placer une impédance d'arrêt haute fréquence en série avec le conducteur, dès son arrivée sur la carte.
Si l'appareil ne possède pas de boîtier métallique, la protection sera plus difficile à obtenir : on placera des filtrages sur chaque conducteur, et on regroupera toutes les arrivées de câble d'un même côté de la carte: en effet, le courant de mode commun, qui va d'un connecteur à l'autre en passant dans la masse de la carte, empruntera ainsi le trajet le plus court possible et ne traversera pas toute la carte. Même avec une seule arrivée de câble, le courant de mode commun aura tendance à passer par la capacité entre les composants de la carte et l'environnement, par couplage capacitif. En dérivant dès le départ vers la masse de la carte le courant de mode commun, on réduit les courants passants par les autres composants. 
Si l'appareil est déjà conçu, un pis-aller consistera à enfiler dans le tore creux de ferrite pour suppression de mode commun (ou les deux demis tores assemblés) le câble, tore d'impédance suffisante.
Si la carte de l'appareil ne possède pas de plan de masse, la protection sera très difficile à obtenir. On devra imposer une seule arrivée de câble, afin de minimiser les courants de mode commun à travers la carte.

### Le filtrage des fréquences
On sépare le domaine des fréquences « utiles » de celui des fréquences « polluées » ; à la condition que ce ne soit pas les mêmes, bien entendu, car tous les signaux ne sont pas « filtrables ». On a vu par exemple dans le paragraphe suppression du mode commun que l'on pouvait « découpler » par un condensateur certaines connexions. Il s'agit généralement des connexions pour des signaux de fréquences basses ou même pour le continu. Ce « découplage » n'est rien d'autre qu'un filtrage passe-bas.
Le filtrage pourra être mis en œuvre pour le mode symétrique ou pour le mode commun.
Cependant, les techniques modernes mettent en œuvre des signaux utiles de plus en plus rapides, et on se heurte souvent au fait que les signaux utiles et les signaux perturbateurs occupent des bandes de fréquences communes.

### Le filtrage temporel
Si le signal pollueur n'est pas présent en permanence (et que sa présence peut être prédite avec un préavis suffisant), il suffit de mettre la victime à l'abri durant les intempéries. Par exemple :
- c'est le principe du radar monostatique à impulsion : un émetteur (puissant) et un récepteur (sensible) se partagent la même antenne, mais l'émetteur ne s'en sert que très peu (au plan technologique, le récepteur est protégé par écrêteur, mais la logique « système » est bien celle du filtrage temporel) ;
- dans un automate séquentiel synchrone (par exemple, un microprocesseur), à chaque coup d'horloge, des millions de bascules commutent simultanément, ce qui met l'alimentation aux limites de ses capacités. Néanmoins, la tension qui subsiste (des millivolts) suffisent pour qu'au moment où l'alimentation se rétablit, ces bascules soient dans l'état voulu. Puis, la circuiterie de logique combinatoire redevient fonctionnelle pour acquérir les bons états en entrée de bascules, à temps pour le coup d'horloge suivant.

### L'écrêtage
De manière générale, on parle d'écrêtage en tension.
Quand le signal perturbateur est de grande amplitude, l'équipement victime risque de subir des dommages irréversibles ; l'écrêtage consiste à limiter l'amplitude du signal perturbateur de façon à protéger les composants électroniques.
On trouve à cet effet des composants dits « limiteurs » que l'on place en parallèle sur les connexions (en mode commun ou en mode différentiel). On admet en général que la fonctionnalité de l'appareil est interrompue au moment de la perturbation (cela dépend de la criticité des fonctions de l'équipement concerné au sein du système dans lequel il est installé ; un calculateur de bord monté dans un aéronef ne doit en aucun cas présenter le moindre dysfonctionnement lors d'un impact de foudre), le composant d'écrêtage ayant avant tout une fonction de « survie ». En effet, il n'est pas possible de discriminer le signal utile et le perturbateur au moment de l'écrêtage. Plusieurs types de composants seront utilisés, en fonction des critères suivants :
- faible capacité ;
- énergie absorbable très élevée ;
- temps de réponse court ;
- réarmement automatique, etc.

De manière générale, les composants utilisés sont des composants non linéaires : diodes, thyristor, résistance non linéaire (varistance), éclateurs, etc.

### La porte de bruit
Il s'agit typiquement de protéger un signal analogique en comptant sur l'effet de masquage (le bruit ne se remarque que quand le signal utile est faible ou absent). Par exemple :
1. Le squelch des récepteurs radio, qui consiste à couper l'audio quand le signal radio est trop faible pour être utilisable ;
2. Les systèmes Dolby (dynamic noise limiter Philips) ou similaires, consistent, en gros, en un filtrage des aigus si le signal est faible.

## Vérification de la CEM

### Application de la réglementation Européenne
Lors de l'étude de la CEM d'un nouveau produit, il est essentiel de commencer par connaitre l'environnement dans lequel ce produit est prévu d'être utilisé. La directive CEM définit des « exigences essentielles » qui sont des obligations de résultat. En substance, le produit ne devra ni perturber, ni être perturbé par l'environnement dans lequel il est prévu d'être utilisé.
D'après la procédure d'évaluation définie dans la directive, le constructeur du produit doit commencer par une évaluation CEM de son produit. Le constructeur doit donc définir l'environnement dans lequel est prévu l'utilisation de son produit (résidentiel, industriel, automobile...), établir à quelle famille son produit correspond à l'utilisation prévue du produit (par exemple appareil multimédia, électrodomestique, éclairage) et sur cette base établir si les normes harmonisées (ou d'autres normes ou spécifications techniques) suffisent à démontrer la conformité de son produit aux exigences essentielles de la directive.
L'application d'une norme n'est pas obligatoire. Toutefois les normes publiées par le CENELEC et l'ETSI établissent l'état de l'art qui est globalement reconnu par tous les acteurs. La directive CEM établie le lien entre les normes harmonisées et l'état de l'art en matière de CEM définissant le respect des exigences essentielles. De plus, la conformité d'un appareil aux normes harmonisées citées au journal officiel de l'union européenne garantie en Europe une présomption de conformité aux exigences essentielles de la directive. 
Toutefois, l'évaluation CEM du constructeur peut aussi considérer les éléments suivants justifiant une spécification technique propre à son produit qui permet de garantir le respect des exigences essentielles de la directive au-delà de la norme publiée :
- un certain nombre de normes toujours référencées comme norme harmonisée au journal officiel, ont été annulées par le CENELEC ou l'ETSI et n'ont pas été mis à jour au journal officiel, ou bien les normes n'ont pas évolué depuis plus de dix ans :
  - L'environnement électromagnétique a par contre vu apparaitre de nouveaux perturbateurs radio utilisant des fréquences plus élevées qu'auparavant (5G, Wifi6...),
  - les technologies mêmes de certaines gammes de produits ont subi une telle évolution, que l'application de sa norme dédiée n'est plus adéquate ;
- l'environnement dans lequel sera l'utilisation du produit est prévue n'est pas celui qui a été pris en compte lors de l'écriture de la norme.

Sans être obligatoire, le constructeur peut aussi se référer à un organisme notifié qui permet de valider l'ensemble du dossier technique CEM et d'obtenir un certificat d'examen de type UE offrant une présomption de conformité.
Diverses obligations d'ordre formel sont aussi nécessaires pour être conforme (marquage CE, N° de modèle, adresse du fabricant et de l'importateur sur le produit, déclaration de conformité, instructions CEM accompagnant le produit dans la langue du produit destinataire...).

### Approches de vérification de la CEM
Il existe deux principales approches :
- la simulation numérique : on crée un modèle du système à valider, ainsi qu'un modèle de l'environnement électromagnétique, et on applique un algorithme définissant les couplages si celle-ci fait partie du savoir-faire interne et qu'on est capable de modéliser entièrement le site récepteur surtout pour ceux qui opèrent dans l'environnement industriel « chaud/froid et poussiéreux » ;
- la simulation analogique, encore appelée essais CEM : on place un exemplaire du système à valider dans un environnement électromagnétique de référence, et on réalise des mesures, l'ensemble étant habituellement défini dans la réglementation.

Quelle que soit l'approche, il faut trouver un optimum entre des exigences sur le temps court et le temps long de l'action de fabrication sans obsolescence trop rapide, sur la conception devenue détaillée et la réalisation sur site fabricant et vendant le système (sous-traitants dont le traitement du mode commun de réjection de signaux parasites doit être non contradictoire) et définitivement assemblé chez le client (parfois avec des installateurs des électroniciens suivant la classe de certification) :
1. La représentativité :
  - l'environnement choisi (ou son modèle) sont-ils représentatifs de la réalité ? (Par exemple, tester jusqu'à 1 GHz un matériel destiné à être placé dans un environnement plein de GSM, de bornes Wifi/Airport, voire de radars d'aide à la conduite de voiture (vers 70 GHz), est-ce représentatif de la réalité ? Modéliser systématiquement une onde plane, est-ce réaliste ?),
  - le matériel testé est-il représentatif de la série si ce n'est pas un appareillage sur mesure unique? L'instrumentation permet-elle de mesurer les grandeurs qui importent réellement ?
  - le modèle est-il correct pour la prise en compte des grandeurs réellement fondamentales (au regard des détails à très faibles conséquences à laisser de côté)? Par exemple, dans le cas d'une enveloppe mécanique :
    - prise en compte de l'épaisseur du métal, mais pas de la tolérance des fentes entre constituants au risque de reproduire une antenne patch (état de surface, conduction superficielle…),
    - capots modélisés « à la masse » alors qu'ils ne le sont que par une liaison filaire interne, et donc inductive ;
    - Omission des câbles de liaison qui font office d'antennes ;
2. La reproductibilité (surtout un problème pour les essais, car la simulation numérique l'ignore purement et simplement) :
  - deux essais successifs d'un même exemplaire donneront-ils le même résultat ?
  - deux exemplaires successifs donneront-ils le même résultat ?
  - deux essais dans des laboratoires différents donneront-ils le même résultat ?
  - dans la ligne de production, les exemplaires sont-ils pris au hasard ?
3. L'éthique :
  - en cas de doute, prend-on la décision du plus simple chemin vers une conformité seulement apparente pour réduire les coûts, ou par assurance réellement technique pour le SAV ?
  - l'utilisateur, sera-t-il satisfait du produit si dès que son téléphone sonne le produit déclaré qualifié s'éteint ?

### Techniques des essais
On distingue deux familles de techniques :
1. Les techniques dites d'émission ;
2. Les techniques dites de susceptibilité ou d'immunité.

#### Techniques traitant des émissions
Tout équipement électrique ou électronique, en dehors de son fonctionnement de base, fabrique à notre insu des courants alternatifs ou d’impulsion dont le spectre en fréquence peut être très étendu (de quelques hertz à plusieurs gigahertz).
Ces courants circulent dans les différents câbles ou circuits imprimés de l'appareil et donc quand ces conducteurs sont, de par leur longueur, de plus ou moins bonnes antennes, il y a émission de champ électromagnétique.
Les émissions sont mesurées soit de manière conduite (phénomènes plutôt basse fréquence), soit de manière rayonnée (phénomènes plutôt haute fréquence) avec l'appareil sous test en mode de fonctionnement le plus perturbateur.
- Dans le cadre des émissions conduites, l'appareil sous test est en général placé dans une cage de Faraday pour s'isoler de l'environnement extérieur. L'appareil sous test est alors connecté à un réseau de stabilisation d'impédance. Celui-ci a plusieurs fonctions : supprimer la composante d'énergie, standardiser l'impédance d'une ligne pour améliorer la reproductibilité de l'essai, et relier le récepteur de mesure ou l'analyseur de spectre pour permettre la mesure.
- Dans le cadre des émissions rayonnées, l'appareil sous test est communément placé sur le plateau tournant de soit sur un site de mesure en espace libre, soit dans une cage de Faraday semi anéchoïque (d'autres systèmes existent comme la cage anéchoïque ou la chambre réverbérante à brassage de modes (CRBM), mais leur utilisation dans le cadre des émissions est encore soumis à discussion). La mesure est réalisée avec l'aide d'antennes relié à un récepteur à l'aide de cordons. Il est d'usage que l'ensemble de cette chaîne de mesure soit étalonné. Le protocole de test pour le marquage CE ou FCC prévoit une recherche de la position la plus défavorable de l'appareil sous test.

En modifiant la conception de l'appareil, on peut réduire considérablement le niveau émis. Toutefois, une mauvaise conception d'un point de vue CEM peut nécessiter des modifications profondes, y compris en termes de routage. Il est essentiel que la problématique CEM soit pris en compte dès le début du projet de conception.
Les niveaux acceptables sont en général normalisés. Ainsi, les équipements électriques d'avions civils sont traités par la norme RTCA/DO160F (dernière version, DO160G en version draft), les équipements grand public européens sont traités par les normes européennes (copies quasi-conformes des publications CISPR et CEI) et font l'objet du marquage « CE ».

#### Techniques traitant des susceptibilités

##### Terminologie
On appelle niveau de susceptibilité d'un appareil le niveau de perturbation auquel l'appareil présente un dysfonctionnement.
On appelle niveau d'immunité le niveau auquel l'appareil a été soumis lors des essais et pour lequel il doit fonctionner normalement.
On appelle niveau d'aptitude (ou critère de bon fonctionnement) le niveau des paramètres observés sur le produit considéré comme étant le fonctionnement prévu du produit. (Exemples : la variation de vitesse du moteur ne doit pas être modifié de plus de 5 % par rapport à la valeur de consigne, le rapport signal à bruit du système doit rester meilleur que 50 dB, la luminosité ...). La plupart des normes produit (par exemple EN 55014-2, EN 55035) définissent des niveaux d'aptitudes pour les principales fonctions des appareils. Toutefois, pour les fonctions non-standard, seul le concepteur du produit est en mesure de définir les niveaux d'aptitudes et fonctions à considérer lors des essais d'immunité. Il peut refléter ces paramètres dans la documentation accompagnant le produit jusqu'à l'utilisateur final. 

##### Généralités
Certains appareils utilisés en environnement très pollué ont un niveau d'immunité beaucoup plus élevé, par exemple ceux utilisés sous le capot des automobiles.
Il existe des techniques pour modifier la conception de l'appareil afin qu'il soit conforme à la norme.
Comme on peut l'imaginer, la cohabitation de nombreux appareils dans un avion ou dans une automobile, implique que tous ces équipements ne soient pas intégrés au véhicule sans que des tests sévères soient réalisés.
La CEM va déterminer : les écarts entre câbles, les compositions des câbles, les filtres à installer sur les équipements, la structure mécanique entourant l'équipement...
Les essais prévus par les normes permettent de vérifier que le niveau d'immunité est respecté mais si le test est conforme (pas de dysfonctionnement), ils ne permettent pas de connaître le niveau de susceptibilité de l'appareil.

##### Critères d'aptitudes
En fonction du phénomène simulé durant l'essai, il est défini si l'équipement :
- ne doit pas avoir de perte de fonction au-delà de son niveau d'aptitude pendant l'essai ;
- peut avoir une dégradation de fonctionnement en dehors du niveau d'aptitude ou perte de fonction pendant l'essai, mais doit retrouver son niveau d'aptitude sans intervention de l'utilisateur après l'essai ;
- peut avoir une dégradation de fonctionnement en dehors du niveau d'aptitude ou perte de fonction pendant l'essai. Une intervention de l'utilisateur est autorisée pour retrouver le fonctionnement prévu.

##### Essais types
- essais d'immunité aux champs électromagnétiques rayonnés :

Les autres équipements électroniques et les émetteurs intentionnels produisent des champs électromagnétiques. L'équipement sous test doit fonctionner normalement lorsqu'il est soumis à ces champs électromagnétiques.
L'appareil sous test configuré dans son mode de fonctionnement le plus susceptible est placé dans une chambre anéchoïque (ou dans une chambre réverbérante à brassage de modes (CRBM)). Dans cette cage est placée une antenne émettrice, reliée à un amplificateur de puissance, lui-même alimenté par un générateur de signal radiofréquence. L'ensemble du spectre requis est alors balayé en fréquence avec le niveau de champ et la modulation requis.
L'écrasante majorité des appareils électroniques mis actuellement sur le marché grand public européen a un niveau d'immunité aux champs électromagnétiques rayonnés de 3 V/m pour les fréquences de 80 MHz à 2,7 GHz.
Le niveau d'immunité de 10 V/m est requis pour les appareils destinés à être utilisés en environnement industriel, et les appareils électro-médicaux de maintien de la vie (dont un dysfonctionnement peut tuer immédiatement).
- essais d'immunité aux perturbations conduites :

Plusieurs phénomènes sont testés :
- immunité aux perturbations fréquences radioélectrique induite : complément de l'essai d'immunité au champ électromagnétique, mais dans une bande de fréquence plus basse (en général de 150 kHz à 80 MHz) ;
- immunité aux transitoires électriques rapides en salves : immunité aux perturbations rapides provoqués par la commutation de petit relais, thermostats… ;
- immunité aux ondes de foudre : immunité aux impacts indirects de la foudre, ou aux perturbations dues aux commutations électriques de forte puissance ;
- immunité aux creux de tension : immunité aux perturbations provoquées par les coupures de tension, ou les baisses de tension à la suite d'appels de charges sur le réseau ;
- immunité aux transitoires véhicules : immunité aux variations de tension provoquées par les appels de courant des systèmes du véhicule.

En général, le protocole de test consiste à connecter à un générateur de perturbation dédié, via un réseau de couplage/découplage, à l'équipement sous test :
- essais d'immunité aux décharges électrostatiques ;
- essais d'immunité aux champs magnétiques : ceux-ci peuvent être soient impulsionnels (dus à la foudre par exemple) ou à la fréquence du réseau d'alimentation.

## Réglementation

### Matériel industriel ou grand public
Tous les équipements comportant de l'électronique active sont concernés par les obligations des directives et réglementations en matière de CEM. Les appareils mis sur le marché européen (peu importe qu'ils soient vendus, donnés, prêtés…) doivent recevoir un marquage CE, attestant la conformité aux exigences découlant de toutes les directives et réglementations européennes applicables, dont la directive CEM.
Du point de vue de la directive CEM, les installations fixes, non soumises au marquage CE, doivent néanmoins apporter les mêmes garanties que les appareils qui y sont soumis grâce à l'application de bonnes pratiques d'ingénierie.
En outre, il existe d'autres marquages :
- le sigle VDE allemand, bien qu'officiellement obsolète (remplacé par le marquage CE), conserve un certain prestige sur son marché ;
- Pour le marché américain, le marquage FCC peut être considéré comme l'équivalent du marquage CE européen. Toutefois, les exigences FCC américaines se limitent aux aspects des émissions électromagnétiques, et n'inclue ni les exigences d'immunité électromagnétique, ni aucune autre exigence légale liée au marquage CE telles que la sureté des produits, les restrictions de substance chimique, l'éco-conception, etc.

### Matériel aéronautique
En Europe, les produits, pièces et équipements aéronautiques font l'objet du règlement européen de l'aviation civile, incluant les aspects CEM. Ceux-ci font l'objet de certifications reconnues au niveau mondial (FAR/JAR), ainsi que d'exigences particulières des avionneurs. La certification dédiée se substitue au marquage CE.

### Matériel militaire
Le matériel militaire peut être exclu à l'initiative des états membres sur la base d'une clause du traité de Rome, autorisant un état membre à ne pas appliquer une décision communautaire aux armes, munitions et matériel de guerre destinés à des fins spécifiquement militaires. Souvent, les armées appliquent une certification dédiée basée sur des normes et spécifications techniques spécifiques à l'environnement militaire, telles que les MIL-STD.

### Véhicules (sur route) à moteur, remorques, composants et entités techniques distinctes destinés à ces véhicules
Les véhicules à véhicules sur route à moteur, leurs remorques, leurs composants et leurs entités techniques distinctes font l'objet d'un règlement européen spécifique, impliquant une certification dédiée basée sur le marquage E. En matière de CEM, le règlement 10 de l'UNECE est d'application.